# Silene gigantea
Silene gigantea är en nejlikväxtart. Silene gigantea ingår i släktet glimmar, och familjen nejlikväxter.

## Underarter
Arten delas in i följande underarter:
- S. g. gigantea
- S. g. hellenica
- S. g. rhodopea